# 贡布苏伦·蒙赫巴亚尔
贡布苏伦·蒙赫巴亚尔（Gombosuren Munkhbayar，？—）蒙古国人，蒙古国政治人物。

## 生平
蒙赫巴亚尔是蒙古人民党党员。曾任乌兰巴托市副市长，任内在2005年11月曾到中国西安市参加首届欧亚经济论坛市长圆桌会议。后来升任乌兰巴托市市长。此后任首都行政长官兼乌兰巴托市市长。2016年出任额尔登巴特内阁的建筑和城市建设部部长。